# 横田忠義
横田 忠義（よこた ただよし、1947年9月26日 - 2023年5月9日）は、日本の元バレーボール選手、元全日本女子監督。
香川県三豊市出身。息子に元堺ブレイザーズ・福岡ウイニングスピリッツの横田一義がいる。

## 来歴
- 香川県立多度津工業高等学校から中央大学に進学し、19歳で全日本入り[2]。
- 1968年、メキシコ五輪で銀メダルを獲得。1970年に松下電器（現パナソニック）に入社。強烈なクロス打ちの名手として活躍した。
- 1972年、ミュンヘン五輪で金メダルを獲得、大古誠司、森田淳悟とともにビッグスリーの一角を担った。
- 1976年、モントリオール五輪で4位に入賞した。
- 1978年、現役を引退。
- NECホームエレクトロニクスの監督を経て、1994年に全日本女子監督に就任。しかし同年アジア大会3位、世界選手権7位と振るわず、1995年3月に退任となった。
- 2010年に夫人の実家がある北海道旭川市に転居し、競技普及活動を行っていた[3]。
- 2023年5月9日、闘病生活の末に死去した[3]。75歳没。

## 球歴
- 全日本代表としての主な国際大会出場歴
  - オリンピック - 1968年、1972年、1976年
  - 世界選手権 - 1970年、1974年
  - ワールドカップ - 1969年

## 受賞歴
- 1971年 - 第4回日本リーグ 敢闘賞・ベスト6
- 1972年 - 第5回日本リーグ 最優秀選手賞・ベスト6
- 1973年 - 第6回日本リーグ 敢闘賞・ベスト6
- 1977年 - 第8回実業団リーグ 最優秀選手賞・スパイク賞